# Greatest hits (album de Pat Benatar)
Pour les articles homonymes, voir Greatest Hits.
Albums de Pat Benatar
Go
(2003) Ultimate Collection
(2008)
Greatest Hits est un album de compilation de la chanteuse américaine Pat Benatar. Il est sorti le 7 juin 2005 sur le label Capitol Records.
Cette compilation réunie 19 titres digitalement remastérisés issus des sept premiers albums studios de Pat Benatar, ainsi que la chanson Love Is a Battlefield qui figurait dans sa version studio sur l'album en public, Live from Earth.
Cet album se classa à la 47e place du Billboard 200 aux États-Unis.

## Liste des titres
| No  | Titre                                     | Auteur                                 | de l'album                     | Durée |
| --- | ----------------------------------------- | -------------------------------------- | ------------------------------ | ----- |
| 1.  | Heartbreaker (single mix)                 | Geoff Gill, Cliff Wade                 | In the Heat of the Night, 1979 | 3:28  |
| 2.  | We Live for Love (single edit)            | Neil Giraldo                           | In the Heat of the Night, 1979 | 3:55  |
| 3.  | Hit Me with Your Best Shot                | Eddie Schwartz                         | Crimes of Passion, 1980        | 2:52  |
| 4.  | Hell Is for Children                      | Pat Benatar, Neil Giraldo, Roger Capps | Crimes of passion, 1980        | 4:52  |
| 5.  | Treat Me Right (single edit)              | Benatar, Doug Lubahn                   | Crimes of Passion, 1980        | 3:14  |
| 6.  | You Better Run                            | Eddie Brigati, Felix Cavaliere         | Crimes of Passion, 1980        | 3:05  |
| 7.  | Fire and Ice                              | Benatar, Tom Kelly, Scott Sheets       | Precious Time, 1981            | 3:20  |
| 8.  | Promises in the Dark                      | Benatar, Giraldo                       | Precious Time, 1981            | 4:49  |
| 9.  | Precious Time                             | Billy Steinberg                        | Precious Time, 1981            | 6:02  |
| 10. | Shadows of the Night (Single edit)        | D.L. Byron                             | Get Nervous, 1982              | 3:43  |
| 11. | Little to Late (Single edit)              | Alex Call                              | Get Nervous, 1982              | 3:27  |
| 12. | Looking for a Stranger                    | Franne Golde, Peter Mclan              | Get Nervous, 1982              | 3:27  |
| 13. | Love Is a Battlefield (Single edit)       | Holly Knight, Mike Chapman             | Live from Earth, 1983          | 4:10  |
| 14. | We Belong                                 | David Eric Lowen, Dan Navarro          | Tropico, 1984                  | 3:42  |
| 15. | Ooh Ooh Song (Single edit)                | Benatar, Giraldo                       | Tropico, 1984                  | 4:09  |
| 16. | Invincible (Single edit)                  | Simon Climie, Holly Knight             | Seven the Hard Way, 1985       | 4:10  |
| 17. | Sex As a Weapon                           | Tom Kelly, Billy Steinberg             | Seven the Hard Way, 1985       | 4:20  |
| 18. | Le Bel Age (Single edit)                  | Guy Marshall, Robert Tepper            | Seven the Hard Way, 1985       | 4:20  |
| 19. | All Fired Up (Single edit)                | Kerryn Tolhurst                        | Wide Awake in Dreamland, 1988  | 4:12  |
| 20. | One Love (Song of the Lion) (Single edit) | Giraldo, Myron Grombacher              | Wide Awake in Dreamland, 1988  | 4:31  |

## Musiciens
- Pat Benatar: chant, chœurs
- Neil Giraldo: guitare solo et rythmique, claviers, harmonica, chœurs
- Myron Grombacher: batterie, percussions (titres de 3 à 20)
- Glen Alexander Hamilton: batterie, percussions (titres 1 & 2)
- Scott St. Clair Sheets: guitare rythmique (titres de 1 à 7)
- Roger Capps: basse (titres de 1 à 14)
- Donnie Nossov: basse, chœurs (titre 15 à 18)
- Frank Linx: basse (titres 19 & 20)
- Fernando Saunders: basse (titre 20)
- Charlie Giordano: claviers (titres de 10 à 18)
- Kevin Savigar: claviers (titre 20)

## Charts et certifications
| Pays             | Durée du classement | Meilleur classement |
| ---------------- | ------------------- | ------------------- |
| États-Unis       | 15 semaines         | 47e                 |
| Nouvelle-Zélande | 1 semaine           | 26e                 |

| Pays       | Certification | Ventes    | Date       |
| ---------- | ------------- | --------- | ---------- |
| États-Unis | Or            | 500 000 + | 29/08/2007 |